# 挪威俄语
挪威俄语是一种挪威语和俄语的混合语。

## 歷史
这种语言被广泛地用于18-19世纪俄罗斯西北部和挪威北部的波默尔人之间的贸易中，约有150年的历史。首次被证实的挪威俄语词汇有一个有趣的形态特征，就是动词词尾-om。这一语言也可能来自一种阿尔汉格尔斯克的俄英混种语索隆巴拉英语。
像洋泾滨英语这样的皮欽語一样，挪威俄语发展于贸易需要。渔民和贸易商之间没有共同语言，需要创造一些最基础的沟通形式。挪威俄语有基本的语法，还有由与北极、渔业、贸易相关的的词汇（比如鱼、天气等），而且并没有特别描述与渔业贸易无关的其它主题（如音乐、政治等）的词汇。已知的约400个词汇能够证明这一点。
挪威俄语被S. Romaine等学者列为混合语的一个典型例子。

## 举例
| Moja          | på       | tvoja. |
| моя́           | på/po/   | твоя́   |
| 我的          | 在……内部 | 你的   |
| 我说你的语言. |          |        |
| Kak                        | sprek? | Moja | njet | forsto. |
| как                        | språk  | моя́  | нет  | forstå  |
| 如何                       | 说?    | 我的 | 不   | 懂      |
| 你在说些什么，本人无法理解 |        |      |      |         |